# カンパニー・マン
『カンパニー・マン』（Cypher）は、2002年のアメリカ合衆国のSFアクション映画。
監督はヴィンチェンゾ・ナタリ、出演はジェレミー・ノーサムとルーシー・リューなど。
近未来を舞台に産業スパイとなった平凡な男が巨大企業間の争いの中で記憶の迷宮に陥っていく姿を描いている。
原題は『暗号』という意味であり、邦題は映画の内容とは無関係である。
本国米国では劇場公開されず、DVDスルーされた。

## ストーリー
極限までハイテク化が進んだ近未来のアメリカ。モーガンは刺激のない会社員としての生活に退屈していた。そこで彼は産業スパイとなり、憧れていたスリルに満ち溢れた生活に踏み込んでいった。

## キャスト
※カッコ内は日本語吹替
- モーガン・サリバン/ジャック・サースビー: ジェレミー・ノーサム（大塚芳忠）
- リタ・フォスター: ルーシー・リュー（米本千珠）
- フィンスター: ナイジェル・ベネット（英語版）（水野龍司）
- キャラウェイ: ティモシー・ウェッバー（英語版）（田原アルノ）
- ヴァージル・ダン: デヴィッド・ヒューレット（岩崎ひろし）

その他の日本語吹替
棚田恵美子／小池亜希子／佐々木睦／田中一永／長嶝高士／城山堅／岡田佐知恵／加藤悦子／小野大輔

## 作品の評価
Rotten Tomatoesによれば、19件の評論のうち58%にあたる11件が高く評価しており、平均して10点満点中6.26点を得ている。